# Dzień Higieny Menstruacyjnej
Dzień Higieny Menstruacyjnej, Dzień Higieny Podczas Miesiączki – międzynarodowe święto obchodzone 28 maja, które ma na celu zwracać uwagę na problem ubóstwa menstruacyjnego i podnosić świadomość na temat higieny menstruacyjnej. 
Data 28 maja została wybrana ze względu na to, że cykl menstruacyjny przeciętnej osoby trwa 28 dni, a okres 5 dni. Święto zostało zainicjowane w 2013 przez niemiecką organizację pozarządową WASH United. 26 maja 2021 Okresowa Koalicja stworzyła akcję "Otwórz oczy", w ramach której od Dnia Matki do Dnia Higieny Menstruacyjnej po dodaniu na media społecznościowe swojego zdjęcia z czerwoną opaską na oczach i hasztagiem #podpaskizaopaski, organizacja przekazywała jedną paczkę podpasek osobom potrzebującym.